# Phacelia sinuata
Phacelia sinuata är en strävbladig växtart som beskrevs av Rodolfo Amando Philippi. Phacelia sinuata ingår i Faceliasläktet som ingår i familjen strävbladiga växter. Inga underarter finns listade i Catalogue of Life.